# C21H28N2O
化学式C21H28N2O（摩尔质量：324.468 g/mol）可以指：
- 地恩丙胺，CAS号：552-25-0
- RTI-5152-12，CAS号：2794983-92-7
- 四乙基米氏酮，CAS号：90-93-7
- 烟曲霉文E，PubChem CID：156583137
- 烟曲霉文F，PubChem CID：156583138

|  | 这个同类索引页列出了具有相同分子式的化学物（即同分異構體）条目。 除非您是有意链接至本页，否则应将相应条目的内部链接指向正确的条目。 |